# Cuff Cape
Das Cuff Cape (englisch für Manschettenkap) ist ein Kap aus dunklem Fels an der Scott-Küste des ostantarktischen Viktorialands. Es liegt unmittelbar südlich der Mündung des Mackay-Gletschers in den Granite Harbour.
Teilnehmer der Terra-Nova-Expedition (1910–1913) des britischen Polarforschers Robert Falcon Scott kartierten und benannten es. Namensgebend ist, dass das dunkle Kap in der verschneiten Umgebung wie eine Hand aussieht, die aus einem Ärmelaufschlag herausragt.